# Księga ławnicza
Księga ławnicza – księga rękopiśmienna, spisana w języku łacińskim, od chwili  lokacji miasta, zawiera wpisy sądu ławniczego, czyli wójta i siedmiu ławników wybieranych przez radę miejską na okres jednego roku. Obrady sądu ławniczego odbywały się co dwa, trzy tygodnie przez cały rok. Rozpatrywano na nich sprawy sporne pomiędzy obywatelami, tj. testamenty, sprawy opieki nad sierotami i wdowami, posagów oraz zabezpieczeń przed i pomałżeńskich. Przedmiotem obrad były także transakcje kupna-sprzedaży nieruchomości (domów, łąk, ogrodów, sadów) położonych na terenie miasta. Zatwierdzano też w tym dokumencie wpisy legat na rzecz kościołów, klasztorów, bractw religijnych, szpitali i domów ubogich. Księga zawiera również nazwiska mieszkańców miasta, podaje ich zawody, stan majątkowy i adresy, w tym nazwy ówczesnych ulic.